# Candida tropicalis
Candida tropicalis (Castell.) Berkhout – gatunek grzybów należący do rzędu Saccharomycetales.

## Systematyka i nazewnictwo
Pozycja w klasyfikacji według Index Fungorum: Candida, incertae sedis, Saccharomycetales, Saccharomycetidae, Saccharomycetes, Saccharomycotina, Ascomycota, Fungi.
Po raz pierwszy opisał go w 1910 roku Aldo Castellani, nadając mu nazwę Oidium tropicale. Obecną, uznaną przez Index Fungorum nazwę, nadał mu w roku 1923 Christine Marie Berkhout, przenosząc go do rodzaju Candida.
Ma ok. 100 synonimów nazwy naukowej.

## Charakterystyka
Grzyb dymorficzny mogący tworzyć zarówno formy drożdżowe, jak i strzępkowe. C. tropicalis jest drugim, po C. albicans, najbardziej wirulentnym grzybem z rodzaju Candida i, podobnie jak inne Candida, u człowieka i zwierząt może powodować zakażenia oportunistyczne; szczególnie wirulentny jest wobec pacjentów cierpiących na białaczkę lub podobną chorobę. Przebieg zakażenia i objawy są zbliżone do tych przy zakażeniu C. albicans i obejmują: zapalenie opon mózgowo-rdzeniowych, zapalenie wsierdzia, ostrą kandydozę ogólnoustrojową (w tym kandydozę pochwy), odmiedniczkowe zapalenie nerek, zapalenie przełyku i pochwy u człowieka, a zapalenie sutków i poronienia grzybicze u zwierząt.
Według analizy rRNA małej podjednostki rybosomu (18S), C. tropicalis razem z innymi przedstawicielami rodzaju Candida (C. albicans, C. parapsilosis i C. viswanathii) tworzy silnie wyodrębnioną od innych patogennych grzybów grupę.
Hodowane na stałej pożywce YPD komórki C. tropicalis są okrągłe lub owalne o wielkości 3,5–7 na 5,5–10 μm. Hodowane przez trzy dni w temperaturze 25 °C na podłożu z mąki kukurydzianej z dodatkiem detergentu Tween 80 tworzą blastokonidia, pojedyncze lub w małych grupach, zebrane wzdłuż osi długiej pseudostrzępki. Czasami obecne są prawdziwe strzępki, a rzadko obserwuje się tworzenie chlamydospor w kształcie wydłużonych kropel.
Kolonie na płytkach YPD są okrągłe, w kolorze kremowym, przy brzegach czasami pomarszczone lub ze strzępkami grzybni.

## Występowanie
Candida tropicalis został wyizolowany z wielu różnych zwierząt ciepłokrwistych i człowieka z różnych części ciała, jak jelita, pochwa i jama ustna, co wskazuje, że mikroorganizmy te są komensalami tych miejsc. W przypadku człowieka, wyniki te są trudne do jednoznacznej interpretacji, gdyż w większości wypadków materiał pochodził od pacjentów, a więc od wypadków klinicznych. Ze stanowisk naturalnych izolowany rzadko, ale stwierdzono jego obecność na wszystkich kontynentach, a także na wyspach Pacyfiku, co wskazuje, że C. tropicalis to gatunek kosmopolityczny.

## Zastosowanie przemysłowe i naukowe
C. tropicalis znalazł zastosowanie w produkcji poliestrów, poliamidów, ksylitolu i etanolu. Gatunek ten może także znaleźć zastosowanie w produkcji przemysłowej szeregu innych związków (m.in. różnych kwasów organicznych, alkoholi) na drodze fermentacji odpowiednich substratów.
W nauce organizm ten jest modelem w badaniach biogenezy peroksysomów i ekspresji białek peroksysomalnych.